# Sociedad Libre de Comerciantes
La Sociedad Libre de Comerciantes fue una compañía de mercaderes, terratenientes y asociados personales de William Penn a quienes se les otorgaron concesiones especiales para dirigir la economía de lo que en ese momento era una joven colonia. La mayoría eran comerciantes cuáqueros de Londres y Dublín.
Originalmente fue una sociedad anónima lanzada en Londres en 1681 por Nicholas More, James Claypoole y Philip Ford, después de que Penn recibiera su Carta Real de Carlos II en marzo de ese año. Entre las concesiones hechas a estos hombres para atraer apoyo financiero, Penn ofreció una bonificación de 5.000 acres a cada uno de los primeros 100 inversores, además de derechos exclusivos sobre propiedades en la ciudad capital. Dicha propiedad debía ser distribuida como dividendos de propiedad en proporción a sus tierras rurales, con un interés anual del 2% sobre su compra inicial. Penn también diseñó una forma rudimentaria de gobierno propio a partir de los miembros de los Comerciantes. Tales ofertas se extendieron para atraer a los primeros colonizadores.
Society Hill, un barrio de Filadelfia, debe su nombre a la Sociedad Libre de Comerciantes, que tenía sus oficinas en Front Street, en la colina sobre Dock Creek.